# Новостепановский (Чертковский район)
Новостепа́новский — хутор в Чертковском районе Ростовской области.
Входит в состав Щедровского сельского поселения.

## Население
| 2010 |
| ---- |
| 287  |

## Улицы
- ул. Мира,
- ул. Октябрьская,
- ул. Степная.